# باتريك دودي
باتريك دودي (بالإنجليزية: Patrick Doody)‏ (22 أبريل 1992 بنابرفيل في الولايات المتحدة - ) هو لاعب كرة قدم أمريكي في مركز الدفاع. لعب مع شيكاغو فاير ونادي سانت لويس وChicago Fire U-23 ‏.

## وصلات خارجية
- باتريك دودي على موقع الدوري الأمريكي (الإنجليزية)
- باتريك دودي على موقع قاعدة بيانات كرة القدم.إي يو (الإنجليزية)
- باتريك دودي على موقع Soccerbase.com (لاعب) (الإنجليزية)
- باتريك دودي على موقع Soccerway.com (الإنجليزية)
- باتريك دودي على موقع عالم كرة القدم.نت (الإنجليزية)
- باتريك دودي على موقع AS.com (الإسبانية)